# Lenny Bruce: Swear to Tell the Truth
Lenny Bruce: Swear to Tell the Truth è un documentario del 1998 diretto da Robert B. Weide candidato al premio Oscar al miglior documentario.